# Приамурское генерал-губернаторство
Приаму́рское генера́л-губерна́торство — крупная военно-административная единица Российской империи, учреждённая в 1884 году. Включала остров Сахалин и три области: Приморскую, Амурскую и Забайкальскую. 

## Общие сведения
Подробно об истории и населении региона, совпадающего в период составления ЭСБЕ с данной административной единицей в составе Российской империи, см. Приамурский край
Территория 2 570 756 кв. вёрст.
Население 1 031 364 человек.
Плотность населения: на 1 кв. версту приходилось 0,4 жителя.
Управление генерал-губернаторством было размещено в городе Хабаровске.
Проектированная Сибирская железная дорога должна прорезать генерал-губернаторство на всем его протяжении с запада на восток, начиная от поселка Посельского на юго-восточном берегу Байкала, через Верхнеудинск, Читу, Нерчинск, вдоль левого берега Амура, через Благовещенск до Хабаровска, оттуда правым берегом реки Уссури и восточным берегом озера Ханка до Владивостока.

## История
Приамурское генерал-губернаторство было образовано 6 июня 1884 года при разделении Восточно-Сибирского генерал-губернаторства на Приамурское и Иркутское генерал-губернаторства.
При образовании состояло из 3 областей и 1 военного губернаторства:
- Амурская область с центром в г. Благовещенск
- Забайкальская область с центром в г. Чита (до 1906 г.)
- Приморская область с центром в г. Николаевск (с 6 июня 1884 г.), в г. Владивосток (с августа 1890 г. в связи с упразднением Владивостокского военного губернаторства)
- Владивостокское военное губернаторство — г. Владивосток

В 1888 году упразднено Владивостокское военное губернаторство.
17 марта 1906 года Забайкальская область вошла в состав Иркутского генерал-губернаторства.
В 1909 году образована Камчатская область с центром в г. Петропавловск (ныне Петропавловск-Камчатский)
Приамурское генерал-губернаторство упразднено в марте 1917 года.

## Органы власти
6 июня 1884 года учреждена канцелярия генерал-губернатора. Должность помощника генерал-губернатора учреждена Высочайшим повелением 2 апреля 1892 года. Место пребывания генерал-губернатора — г. Хабаровск.

### Генерал-губернаторы
| Ф. И. О.                            | Титул, чин, звание                                      | Время замещения должности |
| ----------------------------------- | ------------------------------------------------------- | ------------------------- |
| Корф Андрей Николаевич              | барон, генерал-адъютант, генерал от инфантерии          | 14.07.1884—06.02.1893     |
| Духовской Сергей Михайлович         | генерал-лейтенант                                       | 09.03.1893—28.03.1898     |
| Гродеков Николай Иванович           | генерал от инфантерии                                   | 28.03.1898—30.08.1902     |
| Субботич Деан Иванович              | генерал-лейтенант                                       | 01.11.1902—30.07.1903     |
| Алексеев Евгений Иванович           | наместник на Дальнем Востоке, адмирал, генерал-адъютант | 30.07.1903—12.1904        |
| Хрещатицкий Ростислав Александрович | генерал от кавалерии                                    | 02.12.1904—18.11.1905     |
| Унтербергер Павел Фридрихович       | инженер-генерал                                         | 18.11.1905—06.12.1910     |
| Гондатти Николай Львович            | действительный статский советник, шталмейстер           | 29.01.1911—1917           |

### Помощники генерал-губернатора
| Ф. И. О.                    | Титул, чин, звание    | Время замещения должности |
| --------------------------- | --------------------- | ------------------------- |
| Гродеков Николай Иванович   | генерал-лейтенант     | 12.10.1893—28.03.1898     |
| Беневский Аркадий Семёнович | генерал от инфантерии | 28.03.1898                |

## Источник
- Приамурское генерал-губернаторство // Энциклопедический словарь Брокгауза и Ефрона : в 86 т. (82 т. и 4 доп.). — СПб., 1890—1907.